# Quận Liberty, Florida
Quận Liberty là một quận thuộc tiểu bang Florida, Hoa Kỳ. Quận lỵ đóng ở Bristol6. 
Dân số theo điều tra năm 2010 của Cục điều tra dân số Hoa Kỳ là 8365 người.

## Địa lý
Theo Cục điều tra dân số Hoa Kỳ, quận này có diện tích 2180 km2, trong đó có 20 km2 là diện tích mặt nước.